# Даммер (Нью-Гемпшир)
Даммер (англ. Dummer) — місто (англ. town) в США, в окрузі Коос штату Нью-Гемпшир. Населення — 306 осіб (2020).

## Демографія
Згідно з переписом 2010 року, у місті мешкали 304 особи в 129 домогосподарствах у складі 92 родин. Було 294 помешкання
Расовий склад населення:
| - 97,7 % — білих - 0,3 % — корінних американців |

До двох чи більше рас належало 2,0 %. Частка іспаномовних становила 0,3 % від усіх жителів.
За віковим діапазоном населення розподілялося таким чином: 17,4 % — особи молодші 18 років, 62,9 % — особи у віці 18—64 років, 19,7 % — особи у віці 65 років та старші. Медіана віку мешканця становила 48,3 року. На 100 осіб жіночої статі у місті припадало 114,1 чоловіків;  на 100 жінок у віці від 18 років та старших — 112,7 чоловіків також старших 18 років.
Середній дохід на одне домашнє господарство  становив 61 498 доларів США (медіана — 41 389), а середній дохід на одну сім'ю — 74 091 долар (медіана — 70 625). Медіана доходів становила 41 250 доларів для чоловіків та 46 563 долари для жінок. За межею бідності перебувало 5,1 % осіб, у тому числі 0,0 % дітей у віці до 18 років та 5,3 % осіб у віці 65 років та старших.
Цивільне працевлаштоване населення становило 144 особи. Основні галузі зайнятості: освіта, охорона здоров'я та соціальна допомога — 31,3 %, роздрібна торгівля — 16,0 %, публічна адміністрація — 13,9 %.